# Theo Eltink
Theo Eltink (Eindhoven, 27 de noviembre de 1981) es un ciclista neerlandés que fue profesional de 2005 a 2009.

## Biografía
Theo Eltink debutó como profesional en 2005 con el equipo Rabobank, después de haber estado tres años en el equipo filial de este último. Estuvo en Rabonak cuatro años. No ganó ninguna carrera y su mejor resultado fue una segunda plaza en la Delta Profronde. participó en seis grandes vueltas: tres Vuelta a España y tres Giro de Italia. Su mejor resultado en estas carreras fue en la Vuelta a España 2006: 24º. En la siguiente edición realizó labores de gregario para Denis Menchov quien obtuvo la victoria final. 
Fichó en 2009 por el equipo Skil-Shimano. A finales de esa temporada su contrato no fue renovado y, sin ofertas para continuar, decidió poner fin a su carrera ciclista.

## Palmarés
2001 (como amateur)
- 1 etapa de la Ronde de l'Isard d'Ariège

2004 (como amateur)
- 1 etapa del Tour del Porvenir
- 1 etapa del  Tour de los Pirineos

## Resultados en Grandes Vueltas
| Carrera | Carrera         | 2005 | 2006 | 2007 | 2008 | 2009 |
| ------- | --------------- | ---- | ---- | ---- | ---- | ---- |
|         | Giro de Italia  | 29.º | 53.º | —    | 77.º | ―    |
|         | Tour de Francia | —    | —    | —    | —    | —    |
|         | Vuelta a España | —    | 24.º | 95.º | 77.º | —    |

―: no participa

Ab.: abandono